# Belitsa (Blagoevgrad)
Bélitsa (bulgare : Белица) est une ville située dans la sud-ouest de Bulgarie situé dans l'oblast de Blagoevgrad.

## Géographie
Bélitsa est située dans le sud-ouest de la Bulgarie, à 160 km au sud de la capitale Sofia. Elle est le chef-lieu de la municipalité de Bélitsa.
La ville est située dans une petite vallée de montagne, entre les massifs du Rila au nord et des Rhodopes à l'est.

## Galerie

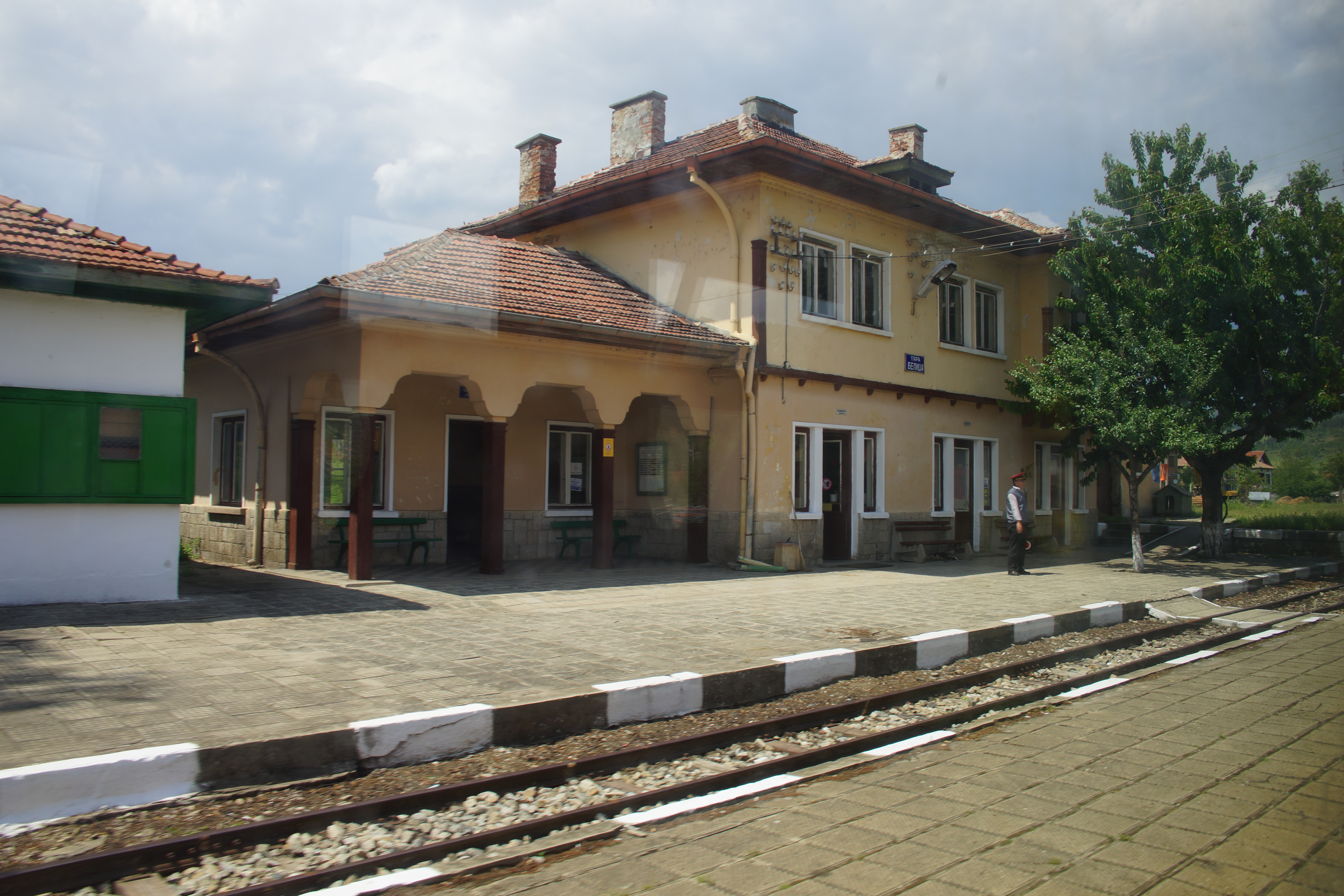
La gare